# مسجد نور الايمان
مسجد نور الايمان هو مسجد يقع عند تقاطع جالان جالان سوديرمان وثامرين محمد في مدينة بادانج غرب سومطرة، هذا المسجد هو واحد من أكبر المساجد في مدينة بادانغ.

## البناء
تم بناء مسجد نور الإيمان في عام 1958، وأدى الانفجار الذي دمر ما يقرب كامل المسجد في عام 1976، ونظرا لحالة المبنى لم يكن ممكنا اداء الصلاة فيه بسبب انفجار القنبلة، تم هدم المسجد ليعاد بناؤها بدءا من عام 2004 وبدعم من الميزانية، وفي عام 2007 تمت إعادة بناء مسجد نور الإيمان، ولكن نظرا للزلزال الذي ضرب غرب سومطرة في عام 2009 أصيب المسجد بأضرار، اليوم يستخدم المسجد في أداء صلاة المسلمين، ويستخدم أيضا كمكتب لأمانة بادان العاملة في الزكاة في بادانغ .

## العمارة
مسجد نور الإيمان له قبة كبيرة في المبنى الرئيسي ومأذنة منفصلة عن المبنى الرئيسي، اللون الأخضر يهيمن على طلاء ولون القبة والمآذن، في المسجد أعمال زخرفية على الجدران وزخرفة في المسجد والأسوار، يكمن تفرد المسجد على السلم المؤدي إلى الطابق الثاني والتي يمكن العثور عليها في كل ركن من أركان الغرفة، بالإضافة إلى ذلك.

## التاريخ
تم بناء مسجد نور الإيمان في السادس والعشرين من شهر سبتمبر عام 1958، عندما شغل منصب محافظ سومطرة الغربية داتوك رانغكايو قاهرللدين، بني المسجد على مساحة 1.18 هكتار، تم البناء على أن يكون المسجد مكون من طابقين بمساحة 2674 متر مربع في كل طابق، وفي عام 1966 وبناء على أن هذا المسجد لا يؤدي دورة بشكل جيد، بدأ في بناء مسجد نور الإيمان والمضي قدما في البناء بعد تلقي يد العون من الحكومة، وفي ذلك الوقت لم يكلف بناء المساجد حوالي 300 مليون روبية.
في عام 1976 كان المسجد تقترب من مرحلة الانتهاء ويمكن أداء صلاة الجمعة فيه، ولكن بعد عامين ودمر المسجد تقريبا في انفجار قنبلة في يوم الحادي عشر من شهر نوفمبر عام 1976، تسبب انفجار القنبلة في المسجد في الحاق الضرر على الأرضية العليا، في حين أن النوافذ الزجاجية في بعض أجزاء تدمرت .
في مدة ولايته التي عقدها محافظ سومطرة الغربية بكر زينل قرر أن يهدم المسجد لتحديثه، ومع ذلك وحتى انتهاء فترة ولايته في عام 2005 الا أن عملية هدم المسجد تبدو نائمة، وأدى هذا التأخير إلى خيبة أمل من عدة جهات، ثم كانت مهمة الفترة الانتقالية في أيدي حاكم سومطرة الغربية جوناوان فوزي، فتم تفكيك المسجد جزئيا، ومنذ وقت طويل لا يمكن لمسجد نور الإيمان استخدامه، ثم قرر إعادة بناء المسجد أن يكتمل في السنة الثانية من ولاية جوناوان فوزي، وتم تنفيذ افتتاح المسجد من قبل نائب رئيس انونيسيا محمد يوسف كالا يوم السابع من يوليو عام 2007، وفي حفل الافتتاح والمسجد لم يكتمل ومأذنة المبنى القديم لا يزال قيد الإنشاء.
وبعد عامين من افتتاحه لحق بالمسجد أضرار جراء الزلزال الذي ضرب غرب سومطرة في يوم الثلاثين من شهر سبتمبر عام 2009، هذا المسجد هو واحد من 608 وحدة من دور العبادة في غرب سومطرة قد دمرت، والجدران وجزء من الطابق الطابق الثاني تضرر بشدة، ومع ذلك بنية مقاومة المسجد للزلازل لا تزال تعمل بشكل جيد .